# Clepsis neomelissa
Clepsis neomelissa es una especie de polilla del género Clepsis, categorizada en la tribu Archipini, de la subfamilia Tortricinae.

## Distribución
Se distribuye por India.

## Taxonomía
Fue descrita por Rose & Pooni en 2004 y publicada en (Clepsis), Entomon 29: 157.